# Catete
Catete est un quartier de classe moyenne et moyenne supérieure de la zone sud de la ville de Rio de Janeiro au Brésil. Ce quartier traditionnel et historique a été le siège de la Présidence de la République du Brésil qui se trouvait au palais du Catete (transformé ensuite en musée et qui est jusqu'à aujourd'hui la principale attraction touristique du quartier). Comme les quartiers voisins de Glória et Santa Teresa, il a un passé de quartier riche. Il comporte de nombreux commerces et de nombreux sobrados construits à la fin du XIXe siècle et au début du XXe siècle, pendant la période « Belle Époque » de la ville. Son indice de développement humain en 2010 était de 0,927, soit le 17e des quartiers de la ville. C'est le 12e quartier le plus mis en valeur de la ville, selon l'indice de valorisation immobiliaire de la ville.[réf. nécessaire]
En 2010, le quartier de Catete compte 24 057 habitants et 11 351 logements.

## Géographie

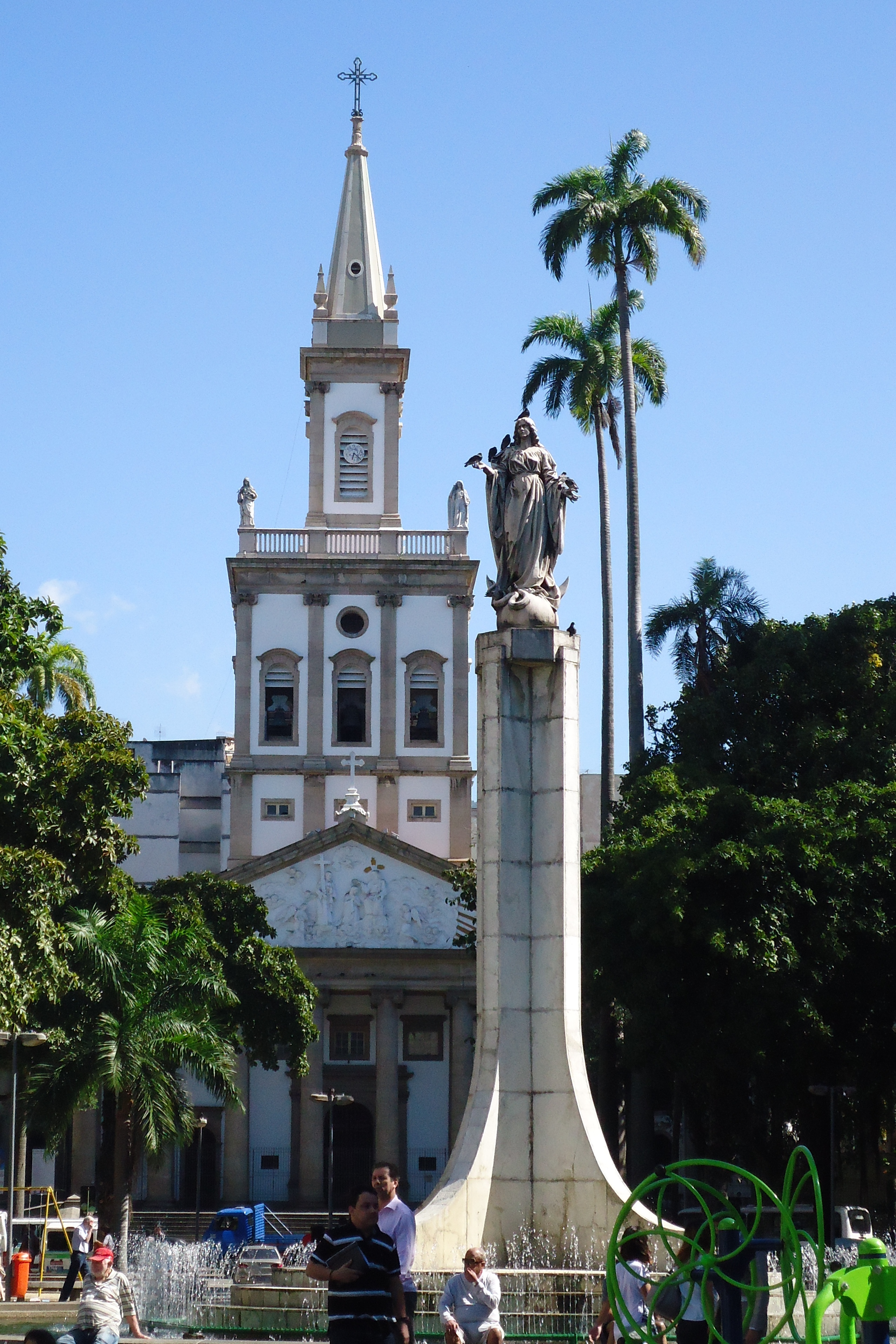
Le Largo do Machado et l'église Nossa Senhora da Glória do Largo do Machado

Catete est situé dans la zone Sud de Rio de Janeiro. Il est adjacent aux quartiers de Glória, Laranjeiras, Santa Teresa et Flamengo. Le quartier est situé en face du parc de Flamengo (le plus grand de Rio de Janeiro) auquel on peut accéder par des passerelles ou des passages piétons sur les voies express.
L'aéroport Santos Dumont, dans le Centre de Rio de Janeiro, se trouve à moins de 10 minutes en voiture. Le quartier est aussi relativement proche des principaux points touristiques de Rio de Janeiro : Pain de Sucre, Christ Rédempteur, plages de Copacabana et d'Ipanema.
Le quartier a une superficie de 68,10 hectares.

## Toponymie
Le nom du quartier fait référence à la rue principale, la rue du Catete (rua do Catete). Cette rue, quant à elle, tire son nom de la rivière qui coulait autrefois parallèlement à elle, le rio Catete. « Catete » est un terme de la langue tupi qui signifie « forêt immense », par adjonction de ka'a (forêt) et eté-eté (immense). « Catete » désigne aussi une variété de maïs.

## Histoire

### Le chemin du Catete
Le chemin du Catete (caminho do Catete), aujourd'hui rue du Catete (rua do Catete), existait déjà avant l'arrivée des Portugais et des Français à Rio de Janeiro. En effet des récits anciens décrivant les batailles entre le Portugal et la France dans la région mentionnaient déjà le chemin du Catete. L'endroit était habité par les Amérindiens Tamoios du village d'Uruçumirim (uruçu = abeille ; mirim = petit).
Près du chemin du Catete se trouvait un bras de la rivière Carioca. Cette rivière naît sur le Corcovado (où se trouve maintenant la statue du Christ Rédempteur), descend à travers le quartier de Laranjeiras et arrive à l'endroit où se trouve aujourd'hui la place Largo do Machado et la place José de Alencar, où se formait la Lagoa do Suruí et où commençait la rivière Catete, qui coule parallèlement au chemin du Catete.[pas clair] La rivière coulait à gauche du chemin du Catete d'alors lorsqu'on se dirige vers la zone Sud de Rio de Janeiro. La rivière a ensuite été enterrée mais le chemin du Catete est resté. La rivière débouchait sur la plage du Russel, qui a été complètement enterrée à l'occasion des travaux d'ouverture de l'avenue Beira-Mar puis pour la construction du parc Brigadeiro Eduardo Gomes.

### Carrières
Au début du XVIIIe siècle, la colline de la Nova Sintra, à la hauteur de l'actuelle rue Pedro Américo, fut nommée Pedreira da Glória (carrière de Glória) car elle fournissait les pierres utilisées dans la construction de l'actuelle église Nossa Senhora da Glória do Outeiro, située dans le quartier de Glória. L'activité dans la carrière amena à l'ouverture de la rua do Quintanilha, en référence au propriétaire des terres de la région. À la fin de ce siècle, la même colline, à la hauteur de l'actuel Largo do Machado, fut nommée Pedreira da Candelária car elle fournissait les pierres pour les travaux d'agrandissement de l'église Nossa Senhora da Candelária, située dans le Centre. Ceci entraîna le changement du nom de la rua do Quintanilha en rua da Pedreira da Candelária. En 1917, la rue a pris son nom actuel, rua Bento Lisboa.

### Développement et déclin

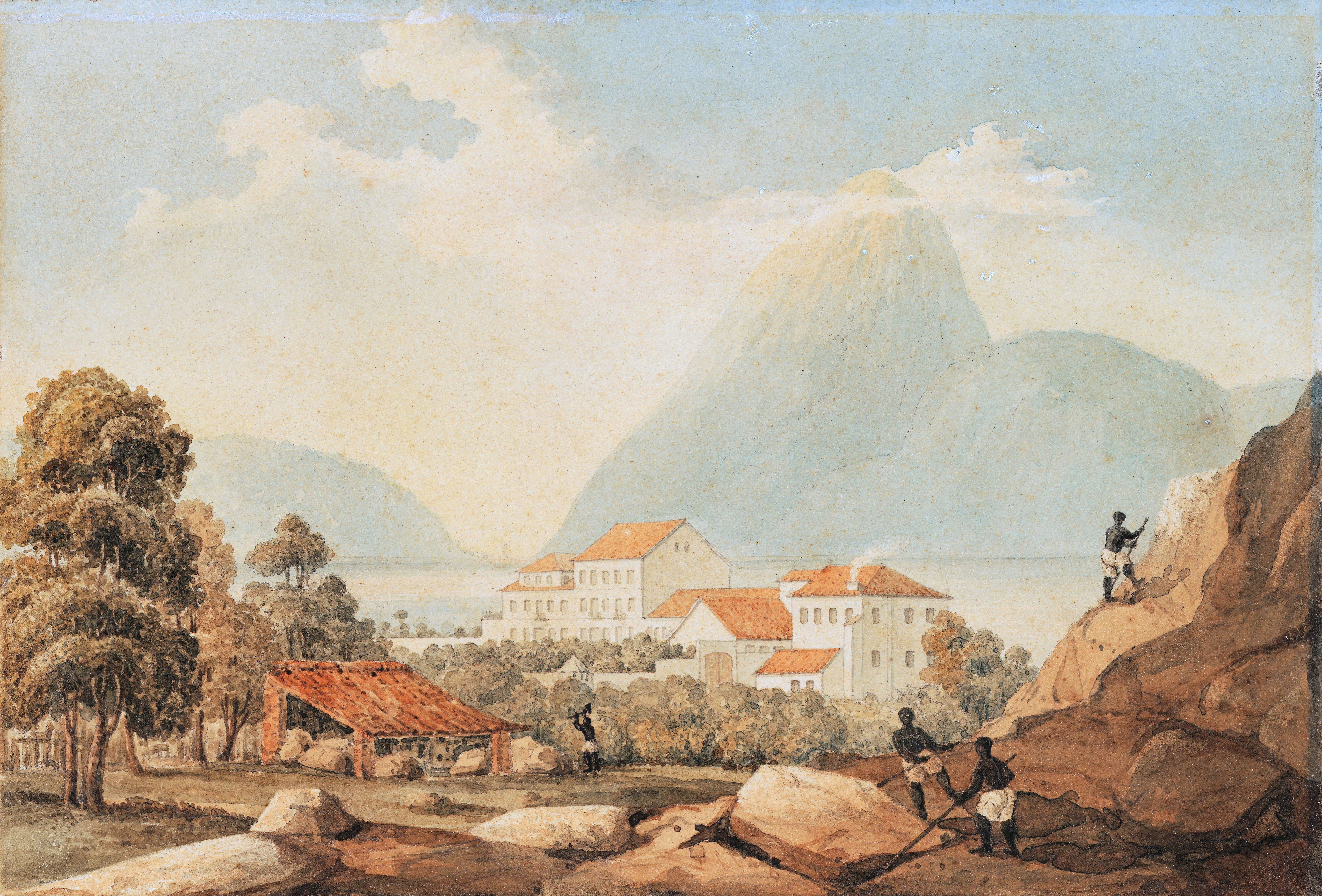
La maison du peintre anglais Henry Chamberlain à Catete vers 1820, avec le Pain de Sucre en arrière-plan

Entre 1876 et 1882, l'écrivain Machado de Assis habita au numéro 206 de la rue du Catete, qui est sa résidence la mieux préservée (sa dernière résidence, dans le quartier de Cosme Velho, a été détruite).
Le quartier prit de l'importance lorsque le Palais du Catete devint le siège du gouvernement fédéral en 1897. C'est dans ce quartier également que se trouvaient à la même époque de nombreuses ambassades et consulats. Cela dura jusqu'en 1960, quand la capitale brésilienne fut transférée à Brasilia. Le quartier a alors perdu de son intérêt et a commencé à décliner.

### Le quartier aujourd'hui

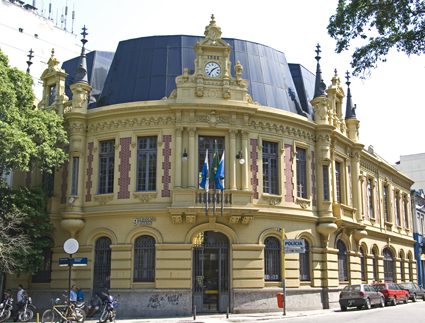
Commissariat de police situé à l'angle de la rue du Catete et de la rue Pedro Américo

La situation s'est mise à changer durant les années 1990, où le quartier a commencé à se revitaliser. Depuis la fin des années 1990, le quartier connaît une valorisation immobiliaire, avec de nouveaux bâtiments résidentiels et la restauration des hôtels. De nouveaux établissements commerciaux comme des bars et restaurants en terrasse y ont rouvert. Il n'est désormais plus considéré par les cariocas comme dangereux la nuit. Deux postes de police sont basés dans le quartier.[réf. nécessaire]
Au cours des années 2000, la revitalisation du quartier se poursuit et il regagne son caractère historique, touristique et plaisant. Le corollaire de ces améliorations est la gentrification du quartier, avec notamment une forte hausse des prix immobilier. C'est pourquoi il est considéré pour la classe moyenne de Rio de Janeiro comme une bonne alternative par rapport aux prix exorbitants de Copacabana et d'Ipanema.[réf. nécessaire]
L'Hôtel Windsor Florida est la résidence officielle de la FIFA pour la Coupe du monde de football de 2014.
Du point de vue administratif, le quartier fut créé officiellement le 23 juin 1981. Ses limites actuelles ont été établies par le décret no 5 280 du 23 août 1985. Catete fait depuis partie de la quatrième région administrative de la ville de Rio de Janeiro, avec Botafogo, Cosme Velho, Flamengo, Humaitá, Laranjeiras et Urca.

## Économie

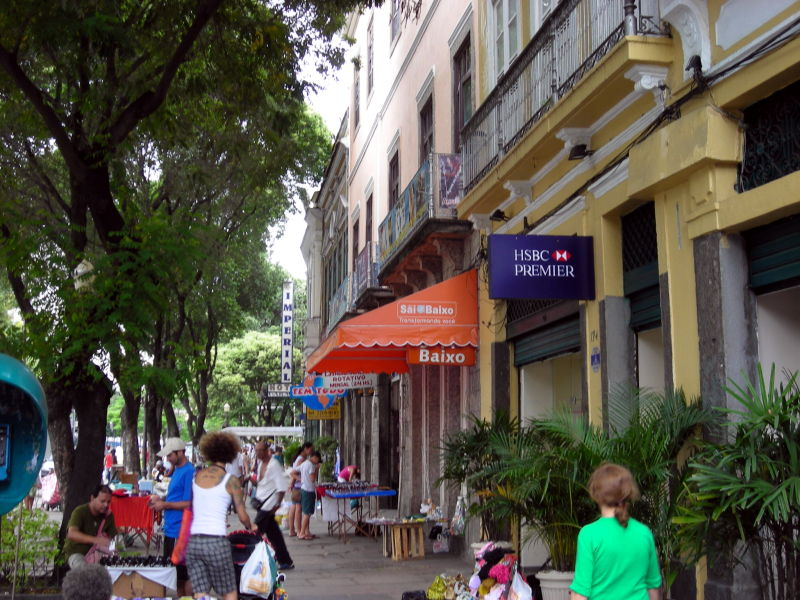
La rue du Catete

Dans le quartier se trouvent plusieurs agences bancaires, bureaux de change, hôtels, entreprises d'ingénierie et d'exportation, un commerce de détail assez important et diversifié et des supermarchés.

## Transports
La principale artère du quartier est la rue du Catete, qui s'étend du quartier de Glória à la place José de Alencar. Le quartier est desservi par le métro de Rio de Janeiro (stations Catete et Largo do Machado) et une quinzaine de lignes de bus. Il y a une ligne de correspondance métro-bus qui relie la station de métro Largo do Machado au quartier de Cosme Velho.

## Éducation et santé
Catete est aussi connu pour ses écoles privées et publiques. L'école française de Rio de Janeiro est localisée à l'angle de la rue Bento Lisboa et de la rue de Laranjeiras, au centre de Catete, à côté du Largo do Machado.[Information douteuse] Plusieurs cliniques et des hôpitaux privés renommés se situent également au centre de Catete.[réf. nécessaire]

## Culture

### Musées

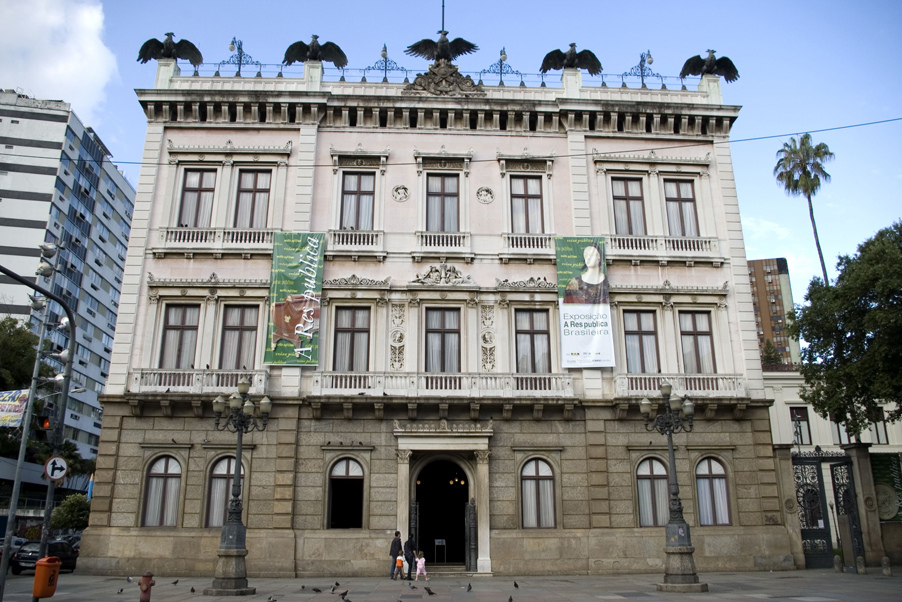
Le palais du Catete

Le quartier compte deux musées : le musée de la République (palais du Catete), le Centre national du folklore et de la culture populaire, et le musée des télécommunications[réf. nécessaire].

### Cinéma
Le quartier compte deux cinémas : le Cine São Luiz et l'Espaço República.

### Théâtre
Dans le quartier se trouve le théâtre Cacilda Becker et l'Espaço Marum, qui, bien qu'étant une discothèque, accueille occasionnellement des spectacles et des pièces.

### Parcs

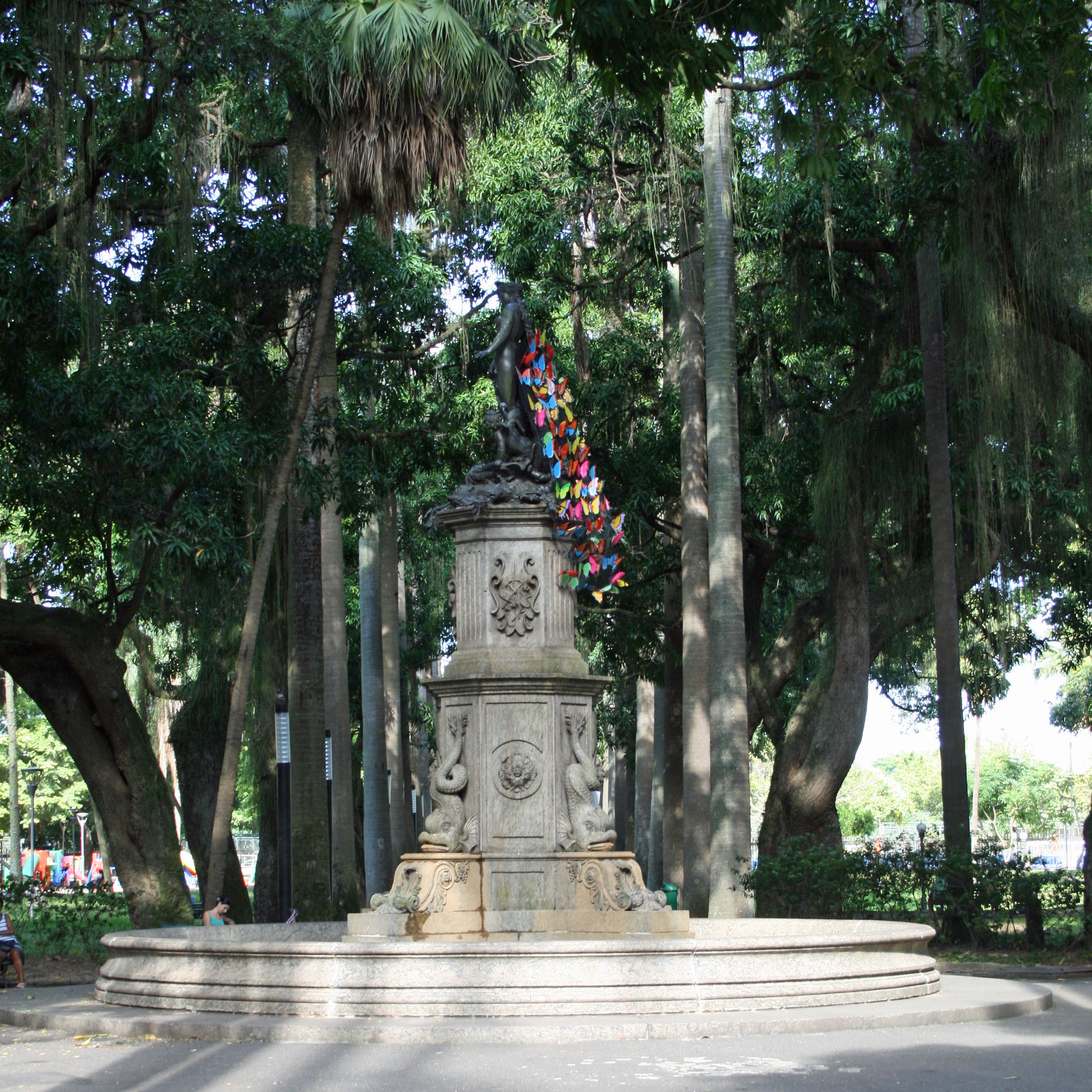
Fontaine dans le jardin des Muses

Le jardin des Muses est adjacent au palais du Catete. Le Largo do Machado comporte aussi de nombreux arbres, des bancs et une grande fontaine. Le parc du Flamengo (le plus grand de Rio de Janeiro) est situé entre les quartiers de Catete et Flamengo.

### Gastronomie
Catete compte de nombreux restaurants, des plus chers et raffinés aux casas de sucos et lanchonetes de restauration rapide.

### Télévision
Le premier épisode de la série As cariocas de la Rede Globo, intitulé A Noiva do Catete (la Fiancée du Catete) et diffusé le 19 octobre 2010, a été tourné à Catete.

## Édifices religieux
Le quartier compte deux églises catholiques (le Santuário Nossa Senhora Mãe da Divina Providência, et l'église (igreja matriz) Nossa Senhora da Glória do Largo do Machado), deux églises baptistes, et un centre de spiritisme d'Allan Kardec.